# 废柴联盟
《废柴联盟》（英語：Community，又译《社区大学》），是一部由丹·哈蒙创作的美国情景喜剧。该剧共六季110集，前五季于2009年9月17日至2014年4月17日在NBC播出，2014年5月，NBC宣布取消本劇，爾後Yahoo! Screen買下版權並續訂第6季，預訂13集，於2015年3月17日首播。台灣OTT由MyVideo上架。
该剧以虚构的科罗拉多州格林代尔镇的一所社区大学为背景，由乔尔·麦克哈尔、吉利安·雅各布斯、丹尼·普迪、伊薇特·妮可·布朗、艾麗森·布里、唐纳德·格洛弗、郑肯、切弗·蔡斯和吉姆·拉什组成的群戲。它大量使用元幽默和流行文化引用，经常致敬电影和电视的陈词滥调和橋段。
本劇的靈感來自於哈蒙自己上社区大学的经历。每一集都是按照哈蒙的「故事圈」模板来写的，這是一種为了创造有效和有条理的故事的方法。哈蒙在节目的前三季中担任执行制片人，但在第四季前被解雇，被大卫·瓜拉西奥和摩西·波特取代。在粉丝和评论家对第四季反应冷淡后，哈蒙被重新聘请为该剧第五季的制片人，之后该剧被NBC取消；Yahoo! Screen復活了该剧並播出第六季，也是最后一季。
該劇在播出之間收视率一直勉勉強強，卻吸引了一群狂熱追隨者，并因演技、导演和創作以及其元幽默而收到了好评。该剧获得一项黄金时段艾美奖（共四项提名），并在2012年获得电视评论家选择奖最佳喜剧系列奖等荣誉。自该剧收官以来，许多演職人員都对潜在的改編电影表示出兴趣。

## 剧情提要
故事背景设定在一座名为格林戴尔（Greendale，意譯綠谷）的社区大学（台譯：廢柴大學）里。杰夫·温格（Jeff Winger）因为伪造大学文凭而被吊销了律师执照，不得不来到社区大学获取文凭。他为了能够接近美丽的布里塔·佩里（Britta Perry），一位前激进社会活动者，而虚构了一个西班牙语学习小组，结果却招来了一群性格迥异的组员：沉迷电影和电视剧的巴勒斯坦裔波兰人阿布蒂·纳德尔（Abed Nadir），曾是高中美式足球明星运动员的特洛伊·巴恩斯（Troy Barnes），因为药物成瘾而没能考入大学的犹太小女生安妮·爱迪生（Annie Edison），离异的虔诚黑人基督信徒雪莉·贝内特（Shirley Bennett），离婚7次且言談常带有种族歧视、恐同观点的富豪皮尔斯·霍桑（Pierce Hawthorne）。

## 演员和角色
| 演員             | 角色              | 季數 | 季數 | 季數 | 季數 | 季數 | 季數 |
| 演員             | 角色              | 1    | 2    | 3    | 4    | 5    | 6    |
| ---------------- | ----------------- | ---- | ---- | ---- | ---- | ---- | ---- |
| 喬爾·麥克黑爾    | 杰夫·溫格         | 主演 | 主演 | 主演 | 主演 | 主演 | 主演 |
| 吉莉安·賈布斯    | 布里塔·佩里       | 主演 | 主演 | 主演 | 主演 | 主演 | 主演 |
| 丹尼·普迪        | 阿布蒂·納德爾     | 主演 | 主演 | 主演 | 主演 | 主演 | 主演 |
| 伊薇特·妮可·布朗 | 雪莉·貝内特       | 主演 | 主演 | 主演 | 主演 | 主演 | 客串 |
| 愛麗森·布里      | 安妮·愛迪生       | 主演 | 主演 | 主演 | 主演 | 主演 | 主演 |
| 唐納德·格洛弗    | 特洛伊·巴恩斯     | 主演 | 主演 | 主演 | 主演 | 主演 |      |
| 吉姆·拉許        | 克雷格·佩爾頓院長 | 常設 | 常設 | 主演 | 主演 | 主演 | 主演 |
| 鄭肯             | 班·張             | 主演 | 主演 | 主演 | 主演 | 主演 | 主演 |
| 切维·蔡斯        | 皮爾斯·霍桑       | 主演 | 主演 | 主演 | 主演 | 客串 |      |

- 乔尔·麦克黑尔 饰演 杰夫·温格（台灣FOX翻譯：傑哥）

傑夫曾是一名王牌律師，但因造假學歷而淪落至社區大學，最初是想搭訕布莉塔而創建西班牙文學習小組，因而結識其餘六名性格迥異的組員。口才絕佳，時常擔任小組的領導者調解紛爭，性格極度自負且自我中心，與組員相處過程中，自負的性格有稍加收斂。看似嘴上不饒人，但實則關心每位組員，視其如家人般緊密的朋友。與布莉塔、安妮之間有曖昧般的情愫。
- 吉莉安·賈布斯 饰演 布里塔·佩里

布莉塔是一名激進的環保人士與女性主義者，自高中退學後到世界壯遊並從事社會運動。他很關心社會議題，希望引人注意，常站在道德制高點批判小組成員，是小組公認的掃興鬼。儘管布莉塔並不像她想像的那樣是一個世故的、見多識廣的行動主義者，但她真誠地希望幫助他人，而且她非常關心她的朋友。
- 丹尼·普迪 饰演 阿貝·纳德尔（台灣FOX翻譯：阿貝）

波蘭巴勒斯坦裔混血，酷愛電影、影集等流行文化，時常將經典電影角色、對白套用至現實生活，洞察力極為驚人，是劇中推進劇情的關鍵角色。
- 伊薇特·妮可·布朗（英语：Yvette Nicole Brown） 饰演 雪莉·贝内特（台灣FOX翻譯：雪姊）

因丈夫出軌而離婚，獨自扶養兩名孩子，虔誠的基督徒，為人看似和善，但一旦扯到宗教則有凶暴的一面，為人八卦且喜歡探聽小組成員的隱私。
- 爱丽森·布里 饰演 安妮·爱迪生

19歲，有著猶太血統的小女生，高中時期為追求高分而濫服藥物，被送去勒戒，因而失去大學保送資格。是小組的最為善良的存在，學習成績優異，忌妒心強，喜歡與他人比較，常因學習成績而表現得歇斯底里。與傑夫之間有著曖昧情愫。
- 唐纳德·格洛弗 饰演 特洛伊·巴恩斯（台灣FOX翻譯：黑仔）

曾是高中美式足球隊的明星球員，因為受傷而失去保送大學的資格，性格看似陽剛實則纖細，與阿貝很合得來，是一對默契十足的搞笑活寶。每集結尾常與阿貝一起耍寶。
- 吉姆·拉許（英语：Jim Rash） 饰演 克雷格·佩尔顿院长（Dean Craig Pelton）（台灣FOX翻譯：蛋頭院長）

綠谷學院的院長，坦蕩蕩的泛性戀（同性戀、異性戀、獸迷），愛好易裝，幾乎每集都有不同造型，喜歡將學校經費花在許多沒意義的活動上。喜歡傑夫。
- 郑肯 饰演 班·張（Ben Chang）（台譯：阿笨）

主角們的西班牙文老師，為人瘋瘋癲癲，時有瘋狂的舉動。
- 切维·蔡斯 饰演 皮尔斯·霍桑（台灣FOX翻譯：皮董）

家族從事濕紙巾事業的富豪，在綠谷待了12年還沒畢業，言談三句不脫性別、種族歧視、恐同之類的低俗玩笑話，常講沒有笑點的過時笑話。小組成員中年紀最大，但內心卻如孩童般幼稚，因性格時常惹怒小組成員，曾數次被逐出學習小組。

## 電影版製作
“six seasons and a movie”亦即「六季與一部電影」，原是劇中的一句台詞，後來成為粉絲們琅琅上口的一句話。原本此劇因收視不佳數度面臨腰斬，但在死忠粉絲的支持下，還是拍了六季，為了印證“six seasons and a movie”這句台詞，有不少粉絲在相關的討論版中呼籲應該推出電影，這部劇於2020在Netflix上架，關於電影版製作可能又掀起一波討論。而製作人、演員們在一場為了新冠肺炎疫情募款活動的線上會議中重聚，在訪談中對於製作電影一事均表示樂見其成，但官方尚未透露製作電影的相關計劃。直至2022年下旬，官方終於正式宣布推出電影版計畫，喬爾麥克哈爾、吉莉安賈布斯、愛莉森布里、丹尼普迪、吉姆羅許、鄭肯等原班人馬預計都會回歸，電影版預計於串流平台Peacock推出。

## 集數
| 季數 | 季數 | 集數 | 播出日期      | 播出日期      | 播出日期      |
| 季數 | 季數 | 集數 | 首播          | 季終          | 電視網        |
| ---- | ---- | ---- | ------------- | ------------- | ------------- |
|      | 1    | 25   | 2009年9月17日 | 2010年5月20日 | NBC           |
|      | 2    | 24   | 2010年9月23日 | 2011年5月12日 | NBC           |
|      | 3    | 22   | 2011年9月22日 | 2012年5月17日 | NBC           |
|      | 4    | 13   | 2013年2月7日  | 2013年5月9日  | NBC           |
|      | 5    | 13   | 2014年1月2日  | 2014年4月17日 | NBC           |
|      | 6    | 13   | 2015年3月17日 | 2015年6月2日  | Yahoo! Screen |